# Glossostigma
Glossostigma es un género con ocho especies de plantas fanerógamas perteneciente a la familia phrymaceae. 

## Especies seleccionadas
- Glossostigma cleistanthum
- Glossostigma diandrum
- Glossostigma drummondii
- Glossostigma drummondi
- Glossostigma elatinoides
- Glossostigma spathulatum
- Glossostigma submersum
- Glossostigma trichodes